# Кравец, Марина Леонидовна
Мари́на Леони́довна Кра́вец (род. 18 мая 1984, Ленинград) — российская теле- и радиоведущая, певица, актриса кино, телевидения и дубляжа. С 2009 года — резидент «Comedy Club».

## Биография
Родилась 18 мая 1984 года в Ленинграде. Марина — младший ребёнок в семье, у неё два старших брата. Училась в гимназии № 524. В старших классах увлеклась игрой КВН и пением. После поступления на филологический факультет Санкт-Петербургского государственного университета стала участницей факультетской команды КВН «Простофилы» из первой лиги. Окончила факультет по специальности «преподаватель русского языка как иностранного». По специальности не работала, провела только несколько практических уроков для китайских студентов.
В 2007 году выступала за команду КВН «ИГА». В 2008 году вышла в финальное голосование премии «КВНщик года» сайта «КВН для всех». Завершив активное участие в КВН, тем не менее ещё несколько раз появлялась в отдельных играх в составах команд «Сборная МФЮА» и «Факультет журналистики». С 2007 по 2011 год работала ведущей утреннего шоу «Полный вперёд» на «Радио Рокс». С 2008 по 2011 год была актрисой театральной труппы «Муки Тво» в Санкт-Петербурге. С июля 2011 года по сентябрь 2012 года — ведущая ночного шоу «Первый отряд» на радиостанции «Маяк» (была соведущей Михаила Фишера и Николая Сердотецкого). Ради этой работы переехала в Москву. В октябре 2012 года вместе с коллективом программы «Первый отряд» перешла с радио «Маяк» на открывшееся «Comedy Radio». Пела в группе «NotNet», затем стала солисткой и коллектива «НестройБand». Осенью 2011 года приняла участие в юбилейном концерте группы «Город 312», исполнив песни как в составе «Нестройband», так и вдвоём со Светланой Назаренко. В марте 2014 года вместе с Сергеем Кристовским записала совместный клип на песню «Падали».
Осенью 2008 года по приглашению Натальи Еприкян снималась в шоу «Made in Woman» (позднее — «Comedy Woman»). Принимала участие в четвёртом и пятом выпусках шоу.
С 2009 года является резидентом шоу «Comedy Club» на телеканале ТНТ. В этот проект попала благодаря Игорю Меерсону. Вместе с Меерсоном, Севой Москвиным и дуэтом «Быдло» она исполнила со сцены «Comedy Club» песню «Хоп, мусорок» группы «Воровайки» в блюзовой аранжировке.
В 2012 году исполнила главную роль журналистки Татьяны Пичугиной в телесериале «Супер Олег». Премьера состоялась в ноябре 2012 года на телеканале «2×2». В 2014 году была ведущей утреннего шоу «Вот такое утро» на ТНТ. В 2015 году участвовала в шоу перевоплощений «Один в один!», где в финале заняла 5-е место по итогам голосования. В октябре того же года стала ведущей шоу «Главная сцена», заменив Наргиз Закирову.
В 2015 году вместе с Сергеем Гореликовым провела 8 выпусков первого сезона шоу «Руссо туристо» на телеканале СТС. Была ведущей шоу «Счастливые люди» на Comedy Radio.
В 2017 году с латышской группой BrainStorm записала сингл «Как я искал тебя», исполнив вокал тандемом с Ренарсом Кауперсом.
С 2018 по 2020 год была ведущей развлекательного кулинарного шоу «Большой завтрак» на ТНТ.
В 2018 году вела реалити-шоу «Замуж за Бузову» на ТНТ.
В декабре 2019 года записала саундтрек к мультфильму «Иван Царевич и Серый Волк 4».
В 2021 году принимала участие во втором сезоне шоу «Маска» на телеканале НТВ в образе Солнца, в седьмом выпуске открыла своё истинное лицо.
В 2022 году — ведущая вместе с Анной Хилькевич реалити-шоу «Влюбись, если сможешь» на ТНТ.
С января 2023 года вместе с Гариком Мартиросяном ведёт музыкальное шоу «Конфетка» на ТНТ.
В 2023 году Кравец утвердили на роль певицы Ланы в российской адаптации турецкого сериала «Постучись в мою дверь».
С 2024 года Кравец является амбассадором интернет-магазина OZON.RU.

## Фильмография
- 2012 — Супер Олег — Татьяна Пичугина
- 2017 — Zомбоящик — ведущая новостей
- 2022 — СамоИрония судьбы — ведущая реалити-шоу
- 2023 — Иван Васильевич меняет всё — Зинаида (Зина) Тимофеева, жена Шурика, киноактриса / ведущая шоу «Конфетка»
- 2024 — Постучись в мою дверь в Москве — Лана, певица
- 2024 — Небриллиантовая рука — Надежда, жена Горбункова

## Съёмки в рекламе
- Ozon (2024)
- Askona (2024)

## Награды
Марина Кравец стала победительницей премии ТЭФИ в 2018 году как лучшая ведущая информационно-развлекательной программы («Большой завтрак» на телеканале «ТНТ» производства Comedy Club Production).

## Личная жизнь
20 июля 2013 года вышла замуж за Аркадия Водахова, который вместе с ней учился на филологическом факультете и играл в КВН, работает генеральным продюсером телеканала ТНТ и директором телеканала ТНТ4.
4 апреля 2020 года в московской клинике родила дочь Веронику.
13 марта 2024 года родила вторую дочь. Девочке дали имя Валерия.